# Градски каубой
„Градски каубой“ (на английски: Urban Cowboy) е американски романтичен уестърн от 1980 г. на режисьора Джеймс Бриджис и във филма участват Джон Траволта, Дебра Уингър, Скот Глен, Мадолин Смит и Бари Корбин.